# エモリー・ウォシュバーン
エモリー・ウォシュバーン（英: Emory Washburn、1800年2月14日 - 1877年3月18日）は、アメリカ合衆国マサチューセッツ州出身の弁護士、政治家、歴史家である。第22代マサチューセッツ州知事を1期1年（1854年-1855年）務め、長年ハーバード法学校の教授だった。ウォシュバーンが著した「マサチューセッツ州最高司法裁判所初期の歴史」は現在もこの分野の基礎となる作品だと考えられている。
マサチューセッツ州レスターに生まれ、ダートマス大学とウィリアムズ大学に進んだ後に法律を勉強した。ウースターで法律実務を始めて成功し、傑出した存在となった後、ホイッグ党員として政界に入った。マサチューセッツ州議会下院議員を数年間務めた後1853年に州知事に選出された。改革の志がある政策を支持していたにも拘わらず、1854年の選挙では急成長していたノウ・ナッシング党の勢いに飲まれて、落選した。
ウォシュバーンは1856年にハーバード法学校の教員となり、1876年に引退するまで人気があり、影響力ある人物だった。マサチューセッツ州最高司法裁判所の歴史以外にも、故郷であるレスターの歴史を著し、法的な主題に関する多くの論文も出版した。

## 初期の経歴
エモリー・ウォシュバーンは1800年2月14日に、マサチューセッツ州レスターで生まれた。父はジョセフ・ウォシュバーン、母はルス（旧姓デイビス）であり、どちらもニューイングランドに深く根を張った家系の出だった。その7人の子供の6番目だった。父はウォシュバーンが7歳の時に死に、地元の聖職者ゼファニア・スウィフト・ムーアが少年時代のウォシュバーンに強い影響を与えた。まずレスター・アカデミーに入学し、その後は13歳の時にムーアが言語学を教えていたダートマス大学に進学した。さらに1815年にムーアがウィリアムズ大学に移ると、彼に付いて転校し、その2年後に同級生の7人と共に卒業した。ウィリアムズ大学では同窓会の結成に影響を与え、その初代会長を務めた。
ウォシュバーンはその後法律の勉強を始めた。最初はウィリアムズタウンの判事かつ弁護士のチャールズ・デューイと共に、続いてはアサヘル・スターンズに付いてハーバード法学校で学んだ。ハーバードを卒業したわけではないが、法廷弁護士として認められ、チャールモントで法律実務を始めた。そこで6か月間を過ごした後に、故郷のレスターに戻り、1828年まで法律実務を続けた。同年、ウースター市に移転し、その後の30年間はここで生活し、法律実務を行うことになった。1830年、ウォシュバーンはマリアンヌ・コーネリア・ジャイルズと結婚した。この夫婦には3人の息子と1人の娘が生まれた。

## 政歴
ウォシュバーンは1826年にマサチューセッツ州下院議員に当選し、2期を務めた。この間の唯一顕著な活動といえば、ボストンからコネチカット川まで鉄道を建設するための実現可能性を検討する委員会の委員を務めたことだった。鉄道をボストンから西に延伸することについては、常に支持する側に立った。下院議員は1838年と1877年にも務めた。1830年から1834年、州知事リーヴァイ・リンカーン・ジュニアの補佐官を務め、1841年には州上院議員に選ばれて、2年間を務めた。その2年目には司法委員会の議長になった。1844年、一般訴訟裁判所の判事に指名され、1847年まで務めた。この間、仲間の1人であるジョージ・フリスビー・ホーアからウースター郡では最大級かつ最も成功した法律実務と言われた事業を設立し、維持した。このとき共同経営者になった中には州知事になったジョン・デイビスがいた。
1853年、ウォシュバーンはイングランドに旅し、イングランドの憲法学を研究した。その外遊している間に、ホイッグ党がウォシュバーンを州知事候補に指名しており、ウォシュバーンがそれを知ったのは、乗っていた船がノバスコシア州ハリファックスに到着したときだった。選挙では民主党候補のヘンリー・W・ビショップと自由土地党のヘンリー・ウィルソンより多くの票を得たが、得票率は46%だった。当時は当選するために過半数の支持が必要だったので、最終判断は州上院に委ねられた。ウォシュバーンは州上院に選ばれたことでは最後の州知事になった。最大多数の候補者が選ばれる方式は1855年に法制化された。またホイッグ党として最後のマサチューセッツ州知事になった。州知事を務めた1年間では、幅広い社会保障政策について重要な法案を促進し法制化できた。その中には債務救済法、貧者および精神異常者に対する援助、また女子医学生に対する財政的援助があった。

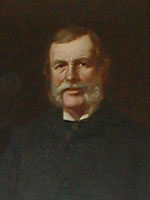
ヘンリー・ガードナー、1854年の州知事選挙でウォシュバーンを破った

ウォシュバーンが知事である間に起きた重大な事件は、1850年逃亡奴隷法の下にアンソニー・バーンズを逮捕し裁判に掛けたことだった。この事件は反奴隷制度活動家を刺激し、法定外で抗議し、法的にも超法規的にもバーンズの釈放を確保する措置を求めた。ウォシュバーンはこの事件への介入を拒み、批判を浴びたが、ウォシュバーンが離任した時にもバーンズは捉われたままとなっていた。最終的にバーンズは奴隷の身分に戻され、奴隷制度廃止運動家が彼の自由を買い戻した。
1854年の選挙では、マサチューセッツ州政界でも秘密結社的なノウ・ナッシングの動きが盛り上がった。ウォシュバーンは再選を求めて出馬したが、ホイッグ党の機関はノウ・ナッシングの強さを認識しおらず、その候補者を無視していた。ある評論家はノウ・ナッシングを「ポンコツの牧師、寝転がって歯を抜く人、台無しにする僧侶」と表現しており、対抗馬で元ホイッグ党員のヘンリー・ガードナーは勝つ見込みの無い「ガタガタの害虫」だと言っていた。11月に行われた選挙の結果は一方的なものになった。ウォシュバーンが獲得したのは僅か21%に留まり、ノウ・ナッシングの候補者が州の要職と連邦議会議員に当選し、州議会の多くを制した。

## 法学教授
翌年、ウォシュバーンはハーバード法学校の講師としての地位を提案され、それが1856年には常勤教授になった。その地位は以前ン位エドワード・G・ローリング判事が占めていたものであり、ローリングがバーンズの裁判でバーンズを奴隷に戻す判決を出した後は、ハーバードの監督委員会がローリングの再任を拒否していた。それからの20年間、ウォシュバーンはセオフィラス・パーソンズやジョエル・パーカーと共に、法学校の慣習やカリキュラムを形成するさいに影響を及ぼした3人の1人となった。法学の歴史家チャールズ・ウォーレンはこの3人について、「パーカーは偉大な弁護士だった。パーソンズは偉大な教師だった。ウォシュバーンは偉大な男性だった」と記した。この3人は法学校での平等でオープンな学習環境を構築した。ウォシュバーンはこのハーバードにいる間にかなり多くの法学に関する論文を執筆し、本を出版した。その論文「不動産のアメリカ法に関する論文」は、次の1世紀間、この主題に関するハーバードの考え方と教科書の基礎となった。その歴史と法学に関する関心は相互に絡み合っており、双方の主題に関わる多くの著作もある。

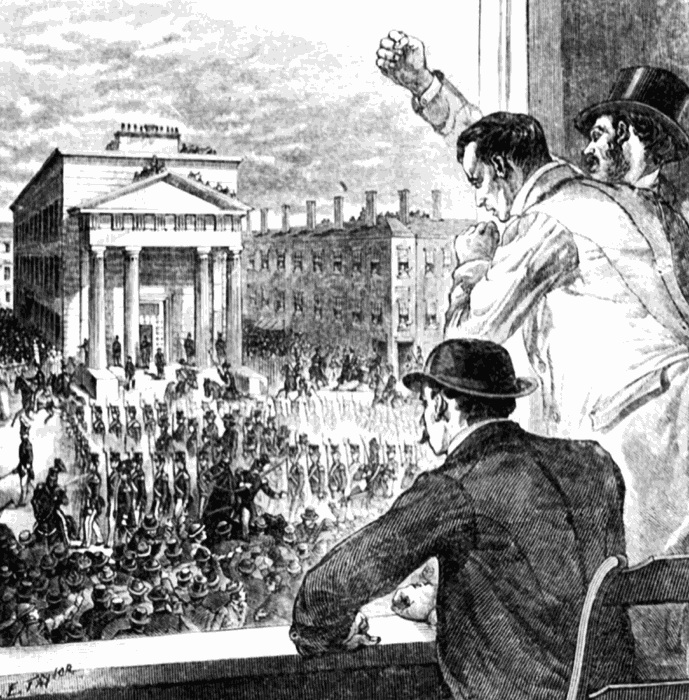
アンソニー・バーンズの逮捕と裁判に対する1854年の抗議を描いた1895年のイラスト

1860年、州の個人自由法の撤廃を要求する大衆行動にウォシュバーンも加わった。この法は1850年逃亡奴隷法をできるだけ難しく補強するために考えられたものであり、その敵対者からは奴隷所有者の利益に対する侮辱であり、北部と南部の間の緊張関係を高めるものと特徴づけていた。1861年に南北戦争が始まったとき、ウォシュバーンは北部からも南部からも学生を受け入れていた法学校内での調和を要求した。また、比較的高齢であったにも拘わらず、州の民兵隊に参加し、ものを書き、演説を行い、金を寄付することで戦争遂行を支持した。
ウォシュバーンは人気があり、熱心な教師だった。学生は彼が話すのを聞くためだけに授業に出席する場合もあり、また学術的なことも個人的なこともウォシュバーンは学生を進んで支援した。卒業生が専門職に進んでい行くときにも常にその支援を行っていた。
1870年、ハーバード法学校がその初代学部長とすべくクリストファー・ラングデルを雇用した。ラングデルは学内に大きな変化を起こさせる動きを始め、ウォシュバーンもその大半に合わせて行った。ウォシュバーンは1876年に教授を辞し、ケンブリッジで法律実務を始めた。アメリカ合衆国下院議員選挙に出馬するよう勧められたが辞退した。その代わり再度マサチューセッツ州下院議員選挙に出馬するよう説得され、当選した。ウォシュバーンは1877年3月18日、ケンブリッジで死に、マウントオーバーン墓地に埋葬された。

## 歴史家
ウォシュバーンは地元と州の歴史について長く永続的な興味を持っていた。1826年、ウースターの雑誌にレスターの簡略な歴史を掲載した。この論文を元に1860年に出版された著作『マサチューセッツ州レスター町の歴史スケッチ』が書かれた。1827年にアメリカ古物協会の会員に選出され、この組織と終生続く関わりを始めた。後にはニューイングランド歴史系譜学協会の補助会員となり、またマサチューセッツ州歴史協会とアメリカ芸術科学アカデミーの会員となった。1840年、『マサチューセッツ州司法史のスケッチ』を出版し、植民地時代マサチューセッツ最高裁判所（現最高司法裁判所の前身）の基本的な歴史を著した。伝記作者のロバート・スペクターはこの著作を裁判所に関する法学史作品の「出発点と基礎」になったと表現している。ウォシュバーンは自身を歴史学者というよりも古物研究家だと考えていたが、人工物や歴史的情報を保全し、余人の解釈に委ねるのも重要だと考えていた。例えば、歴史的文書（その初期にはあまり注目されなかったもの）を保存する必要性の重要さについて記していた。

## 著作
- Washburn, Emory (1840). Sketches of Massachusetts Judicial History. Boston: Little, Brown. OCLC 12348114
- Washburn, Emory (1855). Brief Sketch of the History of Leicester Academy. Boston: Phillips, Sampson. OCLC 8999551
- Washburn, Emory (1860). Historical Sketches of the Town of Leicester, Massachusetts. Boston: J. Wilson. OCLC 1727577
- Washburn, Emory (1860–1862). A Treatise on the American Law of Real Property. Boston: Little, Brown. OCLC 426759176
- Washburn, Emory (1863). A Treatise on the American Law of Easements and Servitudes. Philadelphia: George W. Childs. OCLC 3004970